# Hollandse nieuwe

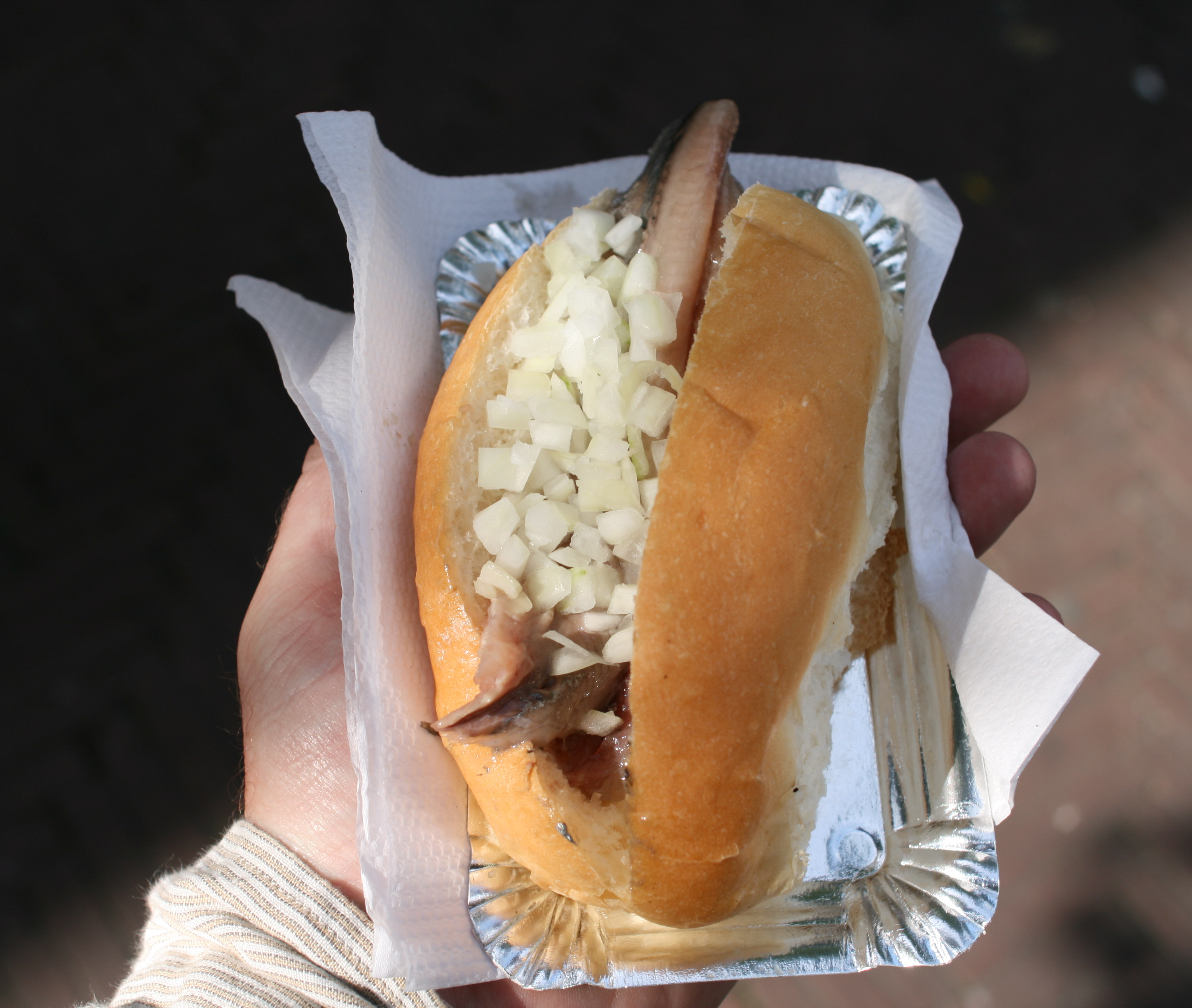
Sandwich avec du Hollandse nieuwe et oignons, typique des festivités du 3 octobre.

Le Hollandse nieuwe (littéralement « [hareng] nouveau hollandais »), appelé aussi maatje, est, aux Pays-Bas, le premier hareng de la saison prêt à être consommé.

## Histoire

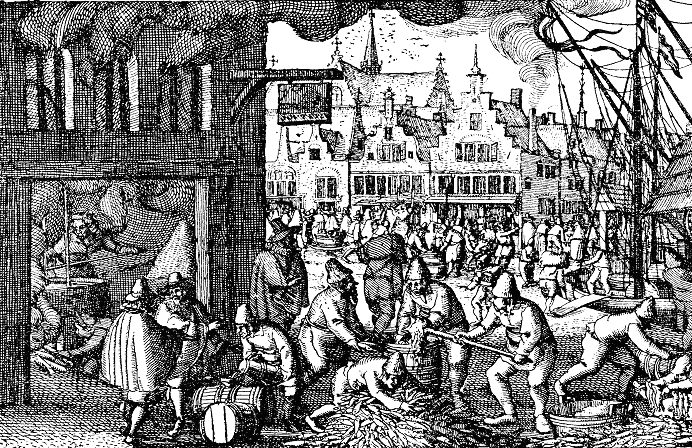
Amsterdam, XVIIe siècle, encaquage à la Haringpakkerij (l'actuel Prins Hendrikkade), à gauche une saline.

En 1380, Willem Beukelszoon de Biervliet trouve une méthode de conservation des harengs. L'ouvrier vide le poisson à l'aide d'un couteau spécial en laissant en place le seul pancréas qui à ce moment est gros et sécrète des enzymes qui transforment la nourriture en graisse. Celui-ci continue à sécréter ces enzymes qui contribuent à préserver et à rendre plus goûteuse la chair du poisson. Avant d'être encaqués, les harengs sont ensuite salés, le sel aide à contrôler la maturation, plus de sel prolonge la maturation.
Avant la surgélation, on employait beaucoup de sel. Les harengs étaient entassés dans des fûts de bois, les caques. Pour accommoder le goût des harengs, ils étaient accompagnés d'oignons hachés, parfois de lait pour neutraliser le sel.
D'ailleurs, on peut remarquer qu'il y a à travers les Pays-Bas des préférences diverses. Ceci a un arrière-plan historique. Pendant longtemps, le hareng est entré dans le pays principalement par le port de Flardingue. Le transport vers l'arrière-pays prenait plus de temps et le hareng devait donc dans ce cas être salé plus fortement. Dans les régions côtières, le hareng était donc moins salé que dans l'arrière-pays.
En Brabant, la préférence va vers de petits Hollandse nieuwe plus salés, avalés d'un seul coup. Les gens d'Amsterdam préfèrent les harengs plus gros, en morceaux, souvent garnis de cornichons et de petits oignons hachés vinaigrés. À Rotterdam, de petits harengs entiers ont la préférence.

## Vlaggetjesdag
Le Vlaggetjesdag ou « jour des Drapeaux », selon une ancienne tradition, marque la première pêche de la saison, à Schéveningue et Flardingue. Le capitaine du bateau qui ramenait le premier des harengs à terre, apportait personnellement une caisse à la reine.
Le premier lot est mis aux enchères ouvertes à tous et les bénéfices vont à une bonne œuvre.

## Cahier des charges

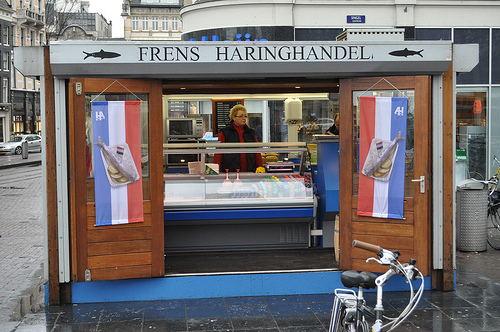
Kiosque de hareng à Koningsplein Amsterdam.

Un cahier des charges définit l'appellation Hollandse nieuwe :
- la proportion de graisse doit être au minimum de 16 % (limite légale) mais au maximum de 25 à 26 % (demande culinaire),
  - le hareng doit être pêché entre mi-mai et fin juin ; plus tôt, il est trop maigre, plus tard, il est trop gras.
- il doit être encaqué ;
- il doit être salé et à maturation ;
  - le salage est important pour la conservation,
  - pendant le salage, le hareng gagne en goût, également parce que le pancréas n'a pas été enlevé,
  - pour éliminer des parasites tel que l'anisakis le hareng doit être surgelé pour 24 heures minimum.
- l'arête dorsale doit être enlevée jusqu'à la queue.
- la température de vente doit être de 7 °C maximum.

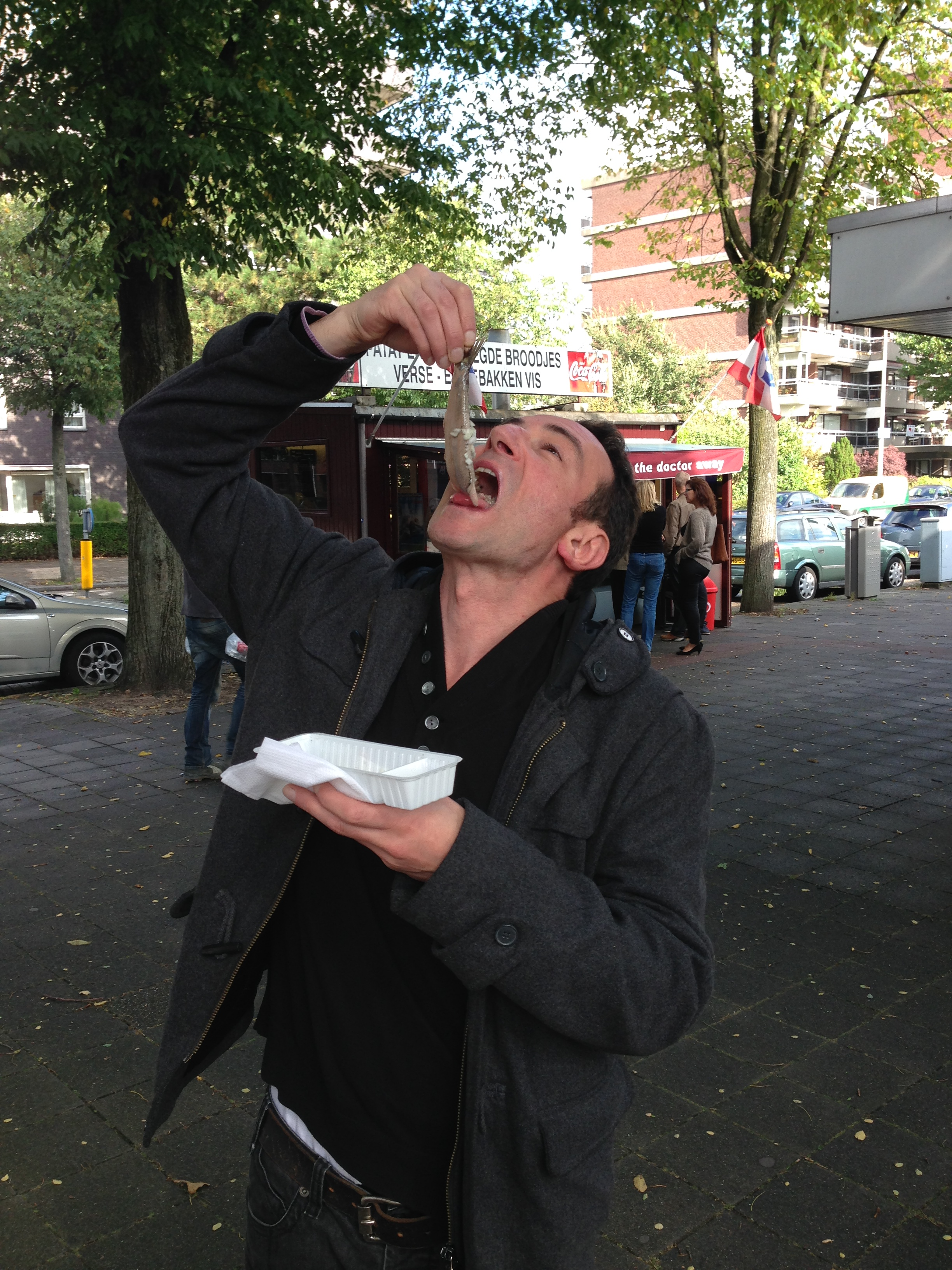
Hollandse nieuwe mangé à la façon hollandaise.

Les Hollandse nieuwe sont également appelés maatjesharing, une déformation de maagdenharing (« hareng vierge ») vu que les femelles n'ont pas encore d'œufs. Il existe aussi du kuitharing, hareng œuvé ou hareng rogué.
Le vrai amateur mange son hareng sans oignon, et le spécialiste culinaire Johannes van Dam est même opposé aux conserves, bien que les opinions diffèrent sur ce sujet. À l'origine, l'oignon est destiné à camoufler le goût huileux apparu à la suite de l'usage intensif de sel. On utilise de nos jours moins de sel car la surgélation fournit une protection suffisante.

## Autres formes de consommation du hareng

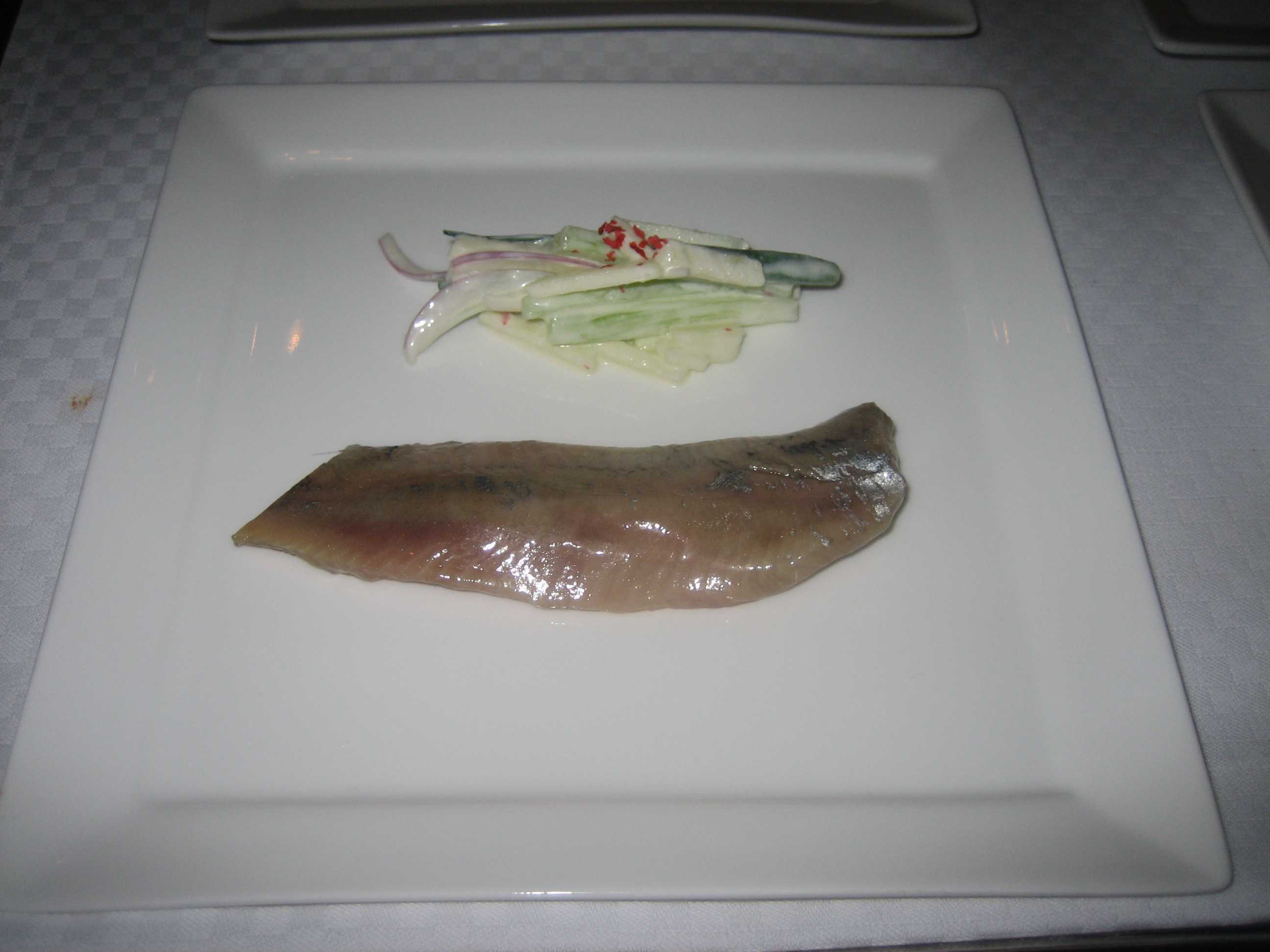
Hareng servi avec garniture.

### Hareng frais
Le hareng frais (verse ou groene haring) est salé à bord du bateau, il a peu mûri, le goût est frais et subtil mais il présente le risque important de transmettre l'anisakis, un parasite. De nos jours, les harengs doivent être surgelés au minimum 24 heures, la consommation du hareng véritablement frais est en fait illégale[réf. nécessaire].

### Hareng blanc
Le hareng légèrement salé est appelé « hareng blanc ».

### Hareng salé,zure haring, rollmops
Les harengs pêchés après la date limite, trop gras pour être appelés Hollandse nieuwe, sont appelés zoute haring ou harengs salés.
Ces harengs peuvent être marinés au vinaigre (zure haring) ou utilisés en rollmops.

## Source
- (nl) Cet article est partiellement ou en totalité issu de l’article de Wikipédia en néerlandais intitulé « Hollandse Nieuwe » (voir la liste des auteurs).